# Боннар, Андре
Андре Боннар (фр. Andre Bonnard; 16 августа 1888, Лозанна, Швейцария — 18 октября 1959, там же) — швейцарский филолог-эллинист и общественный деятель. Профессор Лозаннского университета (1938—1959). Член ВСМ (1950). Лауреат Международной Сталинской премии «За укрепление мира между народами» (1954).

## Биография
Родился в семье преподавателя.
Изучал литературу в Лозаннском университете (бакалавр искусств), после учился в Сорбонне в Париже. Затем на преподавательской работе.
В 1915—1928 преподавал в классической гимназии в Лозанне.
В 1928—1957 годах читал лекции по литературе в Лозаннском университете.
В 1936 году получил докторат в Гренобле.
В 1952 в Лозанне создал народный университет, в котором читал лекции по литературе, искусству и всеобщей истории.
Был женат, детей не имел.
Его перу принадлежат больше 90 печатных работ, в том числе издававшихся за рубежом (в Германии, Чехословакии, Великобритании).

## Общественная деятельность
Стал пацифистом под влиянием ужасов Первой мировой войны, во время Второй мировой войны антифашизм и восхищение успехами Красной армии усилили его интерес к СССР. В 1948 прочёл курс лекций по советской литературе, а также напечатал ряд профильных статей («Интеллигенция и Октябрьская революция», «К новому гуманизму. Размышления о советской литературе (1917—1947)»; позже в 1952 году вышла статья «Ленин в Швейцарии». Всё это сделало его подозрительным для федеральных властей, и за ним была установлена полицейская слежка.
Председатель Швейцарского комитета сторонников мира (1949), участник Всемирных конгрессов сторонников мира в Париже (1949) и Варшаве (1950).
В 1952 году был обвинён в государственной измене (шпионаже в пользу СССР), арестован по пути на чрезвычайную сессию Всемирного совета мира в Берлине, где собирался прочесть доклад об использовании бактериологического оружия американскими войсками в Корейской войне. Провёл несколько месяцев в заключении. Суд над ним состоялся в 1954 году и закончился относительно лёгким приговором: пятнадцать дней условно. Впоследствии реабилитирован.
Считался самой известной жертвой холодной войны во франкоязычной Швейцарии. В 1955 году получил Сталинскую премию мира в Вене.

## Работы
Переводы Эсхила (Прометей прикованный, Агамемнона), Софокла (Царь Эдип, Антигона) и Еврипида (Alcestis, Ифигения в Авлиде).
- «Боги Греции» (1950),
- «Поэзия Сафо» (1948),
- «Трагедия и человек» (1950)
- «Греческая цивилизация» (в 3 т., сочинение переведено на русский язык О. В. Волковым, 1958—62).
- Статья «К новому гуманизму. Размышления о советской литературе 1917—1947 годов» (1948).